# Тетевенско преселване във Видинско
Тетевенското преселване във Видинско е процес на преселване на българи от района на Тетевен във Видинския санджак на Османската империя.
Не са запазени подробни сведения за преселванията, като основно свидетелство за техния мащаб е запазването до наши дни в Кулско и Зайчарско на компактни общности, говорещи на централен балкански говор, контрастиращ с околните преходни и северозападни говори. Според преобладаващото днес мнение преселванията протичат в края на XVIII и началото на XIX век, когато Тетевенско е силно засегнато от кърджалийството, а през 1801 година самият град е превзет и разграбен от кърджалии. По това време Видинско е относително стабилно под управлението на Осман Пазвантоглу и в района се основават множество нови чифлици, чиито собственици се стремят да привлекат работна ръка.
Тетевенски преселници се установяват в повечето села в района, като в някои от тях стават преобладаващи по численост, което дава възможност за запазване на диалекта им до наши дни. Силно повлиян от централния балкански говор е традиционният диалект в Кула, Зайчар, Велики извор (и свързаната с него Извор махала), Големаново, Полетковци, Шишенци, Гърлище и цели махали в Бойница и Вратарница. Значителни тетевенски заселвания има и в села, като Старопатица, Раковица, Урбабинци и Ракитница, но там тетевенци остават малцинство и са езиково асимилирани от местното население.
През 1833 година някои от селата, заселени с тетевенски преселници влизат в границите на Сърбия. Макар да запазват диалекта си до наши дни, днес техните жители се самоопределят като сърби.